# Sedum muscoideum
Sedum muscoideum är en fetbladsväxtart som beskrevs av Joseph Nelson Rose. Sedum muscoideum ingår i Fetknoppssläktet som ingår i familjen fetbladsväxter. Inga underarter finns listade i Catalogue of Life.